# Jim Caviezel
James Patrick Caviezel, Jr. (født 26. september 1968 i Mount Vernon, Washington, USA) er en amerikansk filmskuespiller, som nogen gange krediteres under navnet Jim Caviezel.

## Filmografi
| År      | Titel                         | Rolle                  | Noter                                                           |
| ------- | ----------------------------- | ---------------------- | --------------------------------------------------------------- |
| 1991    | My Own Private Idaho          | Airline Clerk          |                                                                 |
| 1992    | The Wonder Years              | Bobby Riddle           | Episode: "Hero"                                                 |
| 1992    | Diggstown                     | Billy Hargrove         |                                                                 |
| 1994    | Wyatt Earp                    | Warren Earp            |                                                                 |
| 1995    | Children of the Dust          | Dexter                 | Tv film                                                         |
| 1996    | Ed                            | Dizzy Anderson         |                                                                 |
| 1996    | The Rock                      | F/A-18 Pilot           |                                                                 |
| 1997    | G.I. Jane                     | 'Slov' Slovnik         |                                                                 |
| 1998    | The Thin Red Line             | Private Witt           |                                                                 |
| 1999    | Ride with the Devil           | Black John             |                                                                 |
| 2000    | Frequency                     | John Sullivan          |                                                                 |
| 2000    | Pay It Forward                | Jerry                  |                                                                 |
| 2000    | Madison                       | Jim McCormick          |                                                                 |
| 2001    | Angel Eyes                    | Steven 'Catch' Lambert |                                                                 |
| 2002    | The Count of Monte Cristo     | Edmond Dantès          |                                                                 |
| 2002    | High Crimes                   | Tom Kubik              |                                                                 |
| 2003    | Highwaymen                    | James 'Rennie' Cray    |                                                                 |
| 2003    | I Am David                    | Johannes               | Vandt (delt) CAMIE Award                                        |
| 2004    | The Passion of the Christ     | Jesus Kristus          | Vandt MovieGuide Grace Award                                    |
| 2004    | The Final Cut                 | Fletcher               |                                                                 |
| 2004    | Bobby Jones: Stroke of Genius | Bobby Jones            |                                                                 |
| 2006    | Unknown                       | Jean Jacket            |                                                                 |
| 2006    | Déjà Vu                       | Carroll Oerstadt       |                                                                 |
| 2008    | Outlander                     | Kainan                 |                                                                 |
| 2008    | The Stoning of Soraya M.      | Freidoune              |                                                                 |
| 2008    | Nature's Grave                | Peter                  |                                                                 |
| 2009    | The Prisoner                  | Michael/Six            | Tv miniserie                                                    |
| 2011    | Transit                       | Nate                   |                                                                 |
| 2011–Nu | Person of Interest            | John Reese             | Nomineret —People's Choice Award for Favorite TV Dramatic Actor |
| 2013    | Escape Plan                   | Willard Hobbes         |                                                                 |
| 2013    | Savannah                      | Ward Allen             |                                                                 |
| 2014    | When the Game Stands Tall     | Bob Ladouceur          | Post-produktion                                                 |